# Benidorm Fest 2026
El Benidorm Fest 2026 será la quinta edición del certamen de RTVE en el que se seleccionará la canción que representará a España en el Festival de la Canción de Eurovisión 2026. La final se celebrará el 14 de febrero de 2026 en el Palacio de Deportes L'Illa de Benidorm de la localidad homónima, contando con dos semifinales previas llevadas a cabo en la misma sede los días 10 y 12 de febrero.

## Organización
El 4 de junio de 2025 se dieron a conocer los primeros detalles de esta edición, con la apertura del plazo para enviar candidaturas y la publicación de las bases del Benidorm Fest. En ellas se recogen diferentes novedades, como un premio de 100.000€ para el artista o grupo que resulte ganador y 50.000€ para los autores de la canción.Además, regresa el voto demoscópico, eliminado en la edición anterior, y se incorpora por primera vez la figura de un director artístico y un equipo creativo. También se recoge la posibilidad de que, si la calidad de las propuestas enviadas lo justifica, se eleve de 16 a 20 el número de participantes.Por otro lado, Boomerang TV, responsable de la producción del Benidorm Fest desde su primera edición, dejará de encargarse de las galas.La productora Sold Out asumirá esta labor tras haber organizado eventos como los Latin Grammy 2023 en Sevilla y Eurovisión Junior 2024 en Madrid.

### Dirección artística y equipo creativo
El 26 de junio de 2025, RTVE anunció el nombramiento de Sergio Jaén como director artístico del Benidorm Fest, así como de la candidatura española para el Festival de Eurovisión 2026.Jaén cuenta con una amplia trayectoria internacional, habiendo sido, entre otros trabajos, director artístico de la propuesta ganadora de Austria en el Festival de Eurovisión de la edición pasada y del festival UMK de Finlandia ese mismo año. También se desvelaron las fechas en las que se llevarán a cabo las semifinales y la final, siendo estas el 10, 12 y 14 de febrero, respectivamente.